# 東京都産業労働局
東京都産業労働局（とうきょうとさんぎょうろうどうきょく、Tokyo Metropolitan Government Bureau of Industrial and Labor Affairs）は、東京都組織条例（昭和35年東京都条例第66号）に基づいて東京都に置かれる局である。
産業労働局では、東京の産業の活性化、雇用の確保を図るためのさまざまな施策、農林水産業や観光産業の振興、エネルギー政策に取り組んでいる。2001年4月1日に「労働経済局」から改称された。

## 組織

### 本庁
- 総務部
総務課、企画調整課、計理課、職員課、国際金融都市推進課
- 商工部
調整課、創業支援課、経営支援課、地域産業振興課
- 金融部
金融課、貸金業対策課
- 産業・エネルギー政策部
計画課、事業者エネルギー推進課、新エネルギー推進課
- 観光部
企画課、振興課、受入環境課
- 農林水産部
調整課、食料安全課、農業振興課、水産課、森林課
- 雇用就業部
調整課、就業推進課、労働環境課、能力開発課

### 事業所
（商工関係）
- 皮革技術センター
台東支所

（農林水産関係）
- 島しょ農林水産総合センター
大島事業所
三宅事業所
八丈事業所
- 農業振興事務所
区部農業改良普及センター
西多摩農業改良普及センター
南多摩農業改良普及センター
北多摩農業改良普及センター
- 森林事務所
氷川林務出張所
五日市林務出張所
浅川林務出張所
- 病害虫防除所
- 家畜保健衛生所
大島支所
三宅支所
八丈支所
肥飼料検査センター

（雇用就業関係）
- 労働相談情報センター
大崎事務所
池袋事務所
亀戸事務所
国分寺事務所
八王子事務所
- 中央・城北 職業能力開発センター
高年齢者校
板橋校
赤羽校
- 城南 職業能力開発センター
大田校
- 城東 職業能力開発センター
江戸川校
足立校
台東分校
- 多摩 職業能力開発センター
八王子校
武蔵野校
府中校
東京障害者職業能力開発校（国立都営）

※島しょ部では、農林水産試験研究や農業普及指導、家畜保健衛生等を除き、総務局の各支庁（大島支庁、三宅支庁、八丈支庁、小笠原支庁）にある産業課において、産業労働局の所管する商工、農務、水産等の事務を行っている。
- 各職業能力開発センターは、2007年に技術専門校を再編したものである。

## 監理団体・地独・関連団体・会社等
- 公益財団法人東京都中小企業振興公社
- 公益財団法人東京しごと財団
- 公益財団法人東京都農林水産振興財団
- 公益財団法人東京観光財団
- 公益財団法人城北労働・福祉センター
- 株式会社東京国際フォーラム
- 株式会社東京臨海ホールディングス
- 地方独立行政法人東京都立産業技術研究センター
- 東京都職業能力開発協会
- 株式会社東京ビッグサイト[2]
- 一般社団法人東京都農住都市支援センター[2]
- 東京都漁業信用基金協会[2]
- 東京都農業信用基金協会[2]
- 東京都ビジネスサービス株式会社[2]
- 東京グリーンシステムズ株式会社[2]
- 東京都プリプレス・トッパン[2]
- 一般財団法人ファッション産業人材育成機構[2]
- 国際ファッションセンター株式会社[2]
- 東京都中小企業団体中央会[2]
- 東京信用保証協会[2]

## 施設
- 産業サポートスクエア・TAMA
- 知的財産総合センター
- 産業貿易センター浜松町館・台東館
- 東京観光情報センター
  - 都庁本部
  - 羽田空港支所
  - 京成上野支所
- 東京都農林総合研究センター
  - 江戸川分場
  - 食品技術センター
- 青梅畜産センター
- 奥多摩さかな養殖センター
- 栽培漁業センター
- 東京しごとセンター
- 東京都労働資料センター